# Бирилло, Степан Степанович
Степа́н Степа́нович Бири́лло (бел. Сцяпан Сцяпанавіч Бірыла; 14 августа 1903, Минск, Российская империя — 15 июля 1978, Минск) — белорусский советский актёр театра и кино, режиссёр. Народный артист Белорусской ССР (1955).

## Биография
Родился в Минске. Во время гражданской войны вместе с семьёй переехал в Вологду. Учился в Вологодском реальном училище.
Сценическую деятельность начал в 1918 году. Первой ролью С. Бирилло стал Алешка в пьесе Горького «На дне»
в Вологодском городском театре. Позже, выступал в театральных коллективах Архангельска, Старого Оскола, Ельца.
В 1926—1928 гг. выступал на сцене Третьего Белорусского театра, с 1928 года — артист Первого Белорусского театра (ныне Национальный академический театр имени Янки Купалы) в Минске. Созданные им сценические образы отличались точным внешним рисунком, психологической разработкой.
В кино Бирилло играл, в основном, роли негативных персонажей, подозрительных типов и священников.
Избирался депутатом Верховного Совета БССР. Член КПСС с 1943 года.
Был дважды женат: первая жена — Зиновия Яковлевна Лицкая, актриса Белорусского государственного академического театра им. Я. Купалы, вторая жена — Елена Игнатьевна Сенько, также актриса театра им. Я. Купалы.

## Избранные театральные роли
- Беркутов («Волки и овцы» Островского),
- Васин («Русские люди» К. Симонова),
- Гаев («Вишнёвый сад» Чехова),
- Полежаев («Беспокойная старость» Л. Рахманова),
- Гудеев («Чтобы люди не журились» А. Макаёнка).
- Окаёмов («Машенька» А. Афиногенова),
- Лоренцо («Ромео и Джульетта» Шекспира),
- Лютынский («Конец дружбы» К. Крапивы),
- Ксанф («Лиса и виноград» Г. Фигейреду),
- Хирт («Константин Заслонов» А. Мовзона),
- Глуздаков, Дед («Лявониха на орбите», «Затюканный апостол» А. Макаёнка),
- Бобрович («Врата бессмертия» К. Крапивы).
- Секержицкий («Амнистия») и др.

## Избранная фильмография
- 1958 — Красные листья — ксёндз
- 1960 — Крепость на колёсах — генерал фон Лютвиц
- 1960 — Первые испытания — эпизод
- 1960 — Человек не сдаётся — немецкий полковник
- 1966 — Два года над пропастью — немецкий генерал из центра
- 1968 — Ошибка Оноре де Бальзака — Госслен, издатель
- 1970 — Крушение империи
- 1970 — Руины стреляют… — немецкий офицер
- 1971 — Вся королевская рать — Хью Миллер
- 1971 — День да ночь (телефильм) — ректор
- 1972 — День моих сыновей — Евгений Петрович, хирург
- 1972 — Улица без конца — член бюро горкома
- 1973 — Вашингтонский корреспондент — эпизод
- 1973 — Хлеб пахнет порохом — эпизод
- 1977 — Солдат и слон — эпизод
- 1980 — Атланты и кариатиды

## Награды
- орден «Знак Почёта» (20.06.1940) — за выдающиеся заслуги в деле развития белорусского театрального и музыкального искусства